# 朴喜俊
朴喜俊（韩语： Pak Heejun，1994年3月29日—），韩国男子空手道运动员，2018年亚洲运动会男子个人型铜牌得主、2019年亚洲空手道锦标赛男子个人型铜牌得主、2022年亚洲空手道锦标赛男子个人型铜牌得主、2023年亚洲空手道锦标赛男子个人型铜牌得主、2022年亚洲运动会男子个人型铜牌得主。